# Благовіщенська сільська територіальна громада
Благовіщенська сільська громада — об'єднана територіальна громада в Україні, у Василівському районі Запорізької області. Адміністративний центр — село Благовіщенка.
Площа громади — 300,03 км², населення — 6383 мешканці (2020).

## Історія
Громада утворена 14 вересня 2017 року шляхом об'єднання Благовіщенської та Іванівської сільських рад Кам'янсько-Дніпровського району.
12 червня 2020 року Новодніпровська сільська рада увійшла до складу громади.

## Населені пункти
До складу громади входять 7 села: 
- Благовіщенка;
- Гуртове;
- Іванівка;
- Новодніпровка;
- Подове;
- Цвіткове;
- Шляхове.

## Примітка
1. ↑  https://www.zoda.gov.ua/files/WP_Article_File/original/000142/142760.pdf
2. ↑  ВВРУ, 2018, № 29, стор. 29
3. ↑  Офіційний вебсайт Благовіщенської сільської громади[Архівовано 7 червня 2019 у Wayback Machine.]

| Україна | Це незавершена стаття з географії України. Ви можете допомогти проєкту, виправивши або дописавши її. |